# Râul Bagmati

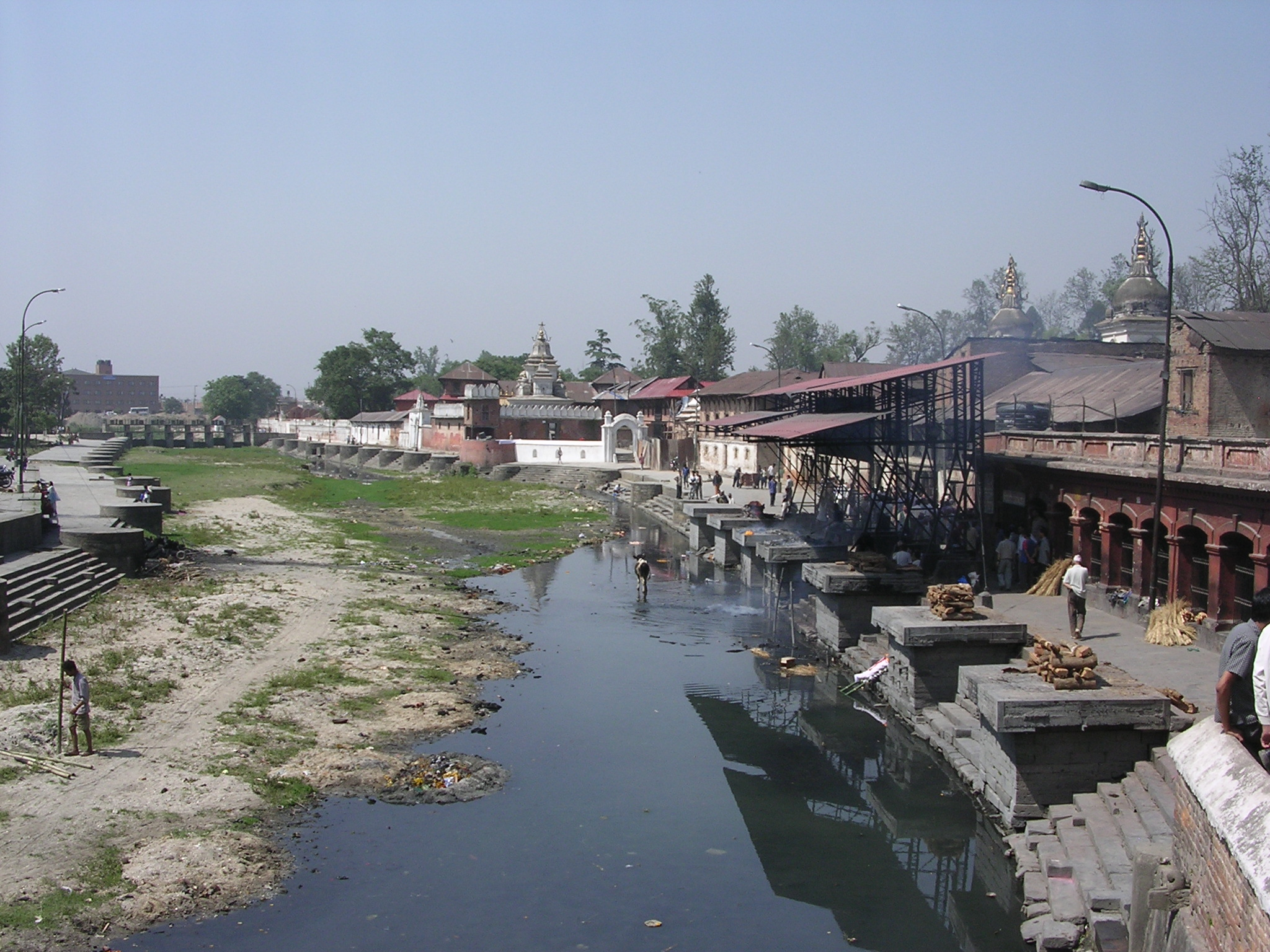

Râul Bagmati este un râu care curge prin orașul Katmandu, capitala Nepalului. Acest râu este foarte poluat în ziua de azi. Izvorăște în Bagdwar (în limba nepaleză: bag înseamnă tigru și dwar, poartă) din colinele din nordul văii Katmandu și curge spre centrul orașului. Templul Lord Pashupatinath este situat pe malul râului Bagmati; celelalte râuri din vale se varsă în acesta. Bagmati își termină cursul în sudul văii.